# HE0450-2958
HE0450-2958 és un quàsar inusual. Ha estat anomenat el "quàsar despullat" i el "quàsar sense llar" perquè sembla que no té una galàxia amfitriona. Hom calcula que s'hi troba a aproximadament mil milions de parsecs.

## Història
Un equip d'investigadors dirigit per Pierre Magain de la Universitat de Lieja, Bèlgica van anunciar els seus descobriments el 14 de setembre de 2005 a la revista Nature.
El quàsar s'hi troba a prop del cel, a una galàxia pertanyent a les estrelles. No obstant això, no es va veure cap galàxia al voltant del quàsar en si, portant els autors a especular

Es pot suggerir que la galàxia amfitriona ha desaparegut de la nostra vista arran de la col·lisió (que va formar la galàxia destorbada), però és difícil imaginar com podria produir-se la disrupció completa d'una galàxia.

Per tal que la galàxia amfitriona del quàsar haja escapat de la detecció, Magain et al. van calcular que caldria tenir aproximadament cinc magnituds (100 vegades) més baixes de les previstes per a un quàsar o tenir un radi de 300 anys llum o menys (els quàsars típics estan incrustats en galàxies de 5.000 a 50.000 anys llum de llarg).
Poc després de publicar-se l'article de Magain et al, van aparèixer tres treballs teòrics, tots a la setmana del 6 de novembre del 2005, que pretenien explicar les propietats peculiars d'aquest objecte. Dos dels articles (de grups de Cambridge, Massachusetts i Cambridge, Anglaterra) van suggerir que el quàsar era un forat negre supermassiu que havia estat expulsat des del centre de la galàxia propera i pertorbada, ja siga per un retrocés de radiació gravitatòria. o per una interacció que comporta tres forats negres. La velocitat d'expulsió hauria de ser d'aproximadament 1.000 km/s per situar el quàsar tan lluny de la seva galàxia hoste original.

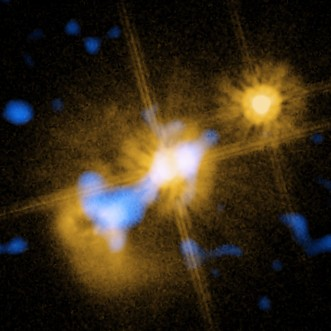
El "quàsar sense llar".

El tercer treball, d'un equip dirigit per David Merritt, va examinar críticament la hipòtesi d'expulsió i va concloure que no podia ser correcta. Els dos arguments principals van ser: 
- L'espectre de quàsar revela que és una galàxia de Seyfert 1 de línia estreta. Es creu que les NLS1 tenen forats negres anormalment petits; ja que la mida del forat negre està fortament correlacionada amb la mida de la galàxia, la galàxia hoste del quàsar també hauria de ser anormalment petita, explicant per què no ha estat detectada per Magain et al.
- L'espectre de quàsar també revela la presència d'una regió clàssica i estreta de línies d'emissió (NLR). El gas que produeix les línies estretes es troba aproximadament a mil anys llum del forat negre, i aquest gas no podia romandre lligat al forat negre després d'una sortida prou gran com per eliminar-lo de la galàxia hoste. Aquests autors van concloure que el quàsar "nu" era, de fet, una galàxia de Seyfert de línia estreta perfectament normal, que es trobava a prop del cel a una galàxia pertorbada.

Alguns estudis científics des del 2005 han donat suport a aquesta conclusió. (1) Kim et al. (2006) va fer un intent més acurat per trobar la galàxia amfitriona del quàsar. Van concloure que era impossible descartar la presència d'una galàxia donada la llum confusa del quàsar. (2) Zhou et al. (2007) va observar l'emissió de raigs X del quàsar i la va utilitzar per estimar la massa del forat negre. Van confirmar una petita massa pel forat negre, implicant una galàxia hoste més fluixa que la prevista per Merritt et al. (3) Feain et al. (2007) va detectar l'emissió de ràdio del quàsar, que van interpretar com a indicació de la formació d'estrelles en curs, cosa que "contradiu qualsevol suggeriment de que es tracta d'un "quàsar nu".
El consens científic actual és que HE0450-2958 probablement té una galàxia amfitriona però que és difícil de veure darrere de la llum de quàsar brillant.
Recentment, el consens ha estat qüestionat després d'un estudi de l'Observatori Europeu Austral.